# Bomaribidion hirsutum
Bomaribidion hirsutum là một loài bọ cánh cứng trong họ Cerambycidae.